# Isao Yamagata
Isao Yamagata (山形 勲, Yamagata Isao), né le 25 juillet 1915 à Londres et mort le 28 juin 1996 à Fuchū, est un acteur japonais. Son vrai nom est Isao Hanawa (塙 勲, Hanawa Isao).

## Biographie
Isao Yamagata a tourné dans près de 180 films entre 1951 et 1981.

## Filmographie partielle
- 1953 : La Porte de l'enfer (地獄門, Jigokumon?) de Teinosuke Kinugasa : Wataru Watanabe
- 1954 : Les Sept Samouraïs (七人の侍, Shichinin no samurai?) d'Akira Kurosawa : le puissant ronin
- 1954 : La Princesse Sen (千姫, Sen-hime?) de Keigo Kimura
- 1954 : Trois amours (三つの愛, Mittsu no ai?) de Masaki Kobayashi
- 1955 : Nuages flottants (浮雲, Ukigumo?) de Mikio Naruse : Sugio Iba
- 1955 : L'Impératrice Yang Kwei-Fei (楊貴妃, Yōkihi?) de Kenji Mizoguchi : Yang Hsien
- 1955 : Le Christ en bronze (青銅の基督, Seidō no Kirisuto?) de Minoru Shibuya : magistrat
- 1956 : Le Satellite mystérieux (宇宙人東京に現る, Uchūjin Tōkyō ni arawaru?) de Kōji Shima : Dr Matsuda
- 1956 : Le Chat, Shozo et ses deux maitresses (猫と庄造と二人のをんな, Neko to Shozo to futari no onna?) de Shirō Toyoda
- 1957 : Gens de rizière (米, Kome?) de Tadashi Imai : Matsunosuke Ota
- 1957 : Une histoire d'Osaka (大阪物語, Osaka Monogatari?) de Kōzaburō Yoshimura
- 1961 : Akō rōshi (赤穂浪士?) de Sadatsugu Matsuda : Kataoka
- 1964 : Seul contre tous à Ichijoji (宮本武蔵 一乗寺の決斗, Miyamoto Musashi: Ichijōji no kettō?) de Tomu Uchida
- 1965 : Histoire écrite sur l’eau (水で書かれた物語, Mizu de kakareta monogatari?) de Yoshishige Yoshida : Denzo Hashimoto
- 1967 : Rébellion (上意討ち 拝領妻始末, Jōi-uchi: Hairyō tsuma shimatsu?) de Masaki Kobayashi : Shobei Tsuchiya
- 1972 : Baby Cart : Dans la terre de l'ombre (子連れ狼 死に風に向う乳母車, Kozure Ōkami: Shinikazeni mukau ubaguruma?) de Kenji Misumi : Endo Genba
- 1971 : Kaoyaku (顔役?) de Shintarō Katsu
- 1975 : Yuki fujin ezu (雪夫人繪圖?) de Masashige Narusawa
- 1976 : Zone stérile (不毛地帯, Fumō chitai?) de Satsuo Yamamoto
- 1982 : La Truite de Joseph Losey : Daigo Hamada

## Distinctions
- 1988 : récipiendaire de l'Ordre du Trésor sacré de quatrième classe